# Daniel Du Lac
Daniel Du Lac (Montpellier, 3 de noviembre de 1976) es un deportista francés que compitió en escalada. Ganó una medalla de oro en el Campeonato Europeo de Escalada de 2004, en la prueba de bloques.

## Palmarés internacional
| Campeonato Europeo | Campeonato Europeo | Campeonato Europeo | Campeonato Europeo |
| Año                | Lugar              | Medalla            | Prueba             |
| ------------------ | ------------------ | ------------------ | ------------------ |
| 2004               | Lecco (Italia)     | Medalla de oro     | Bloques            |